# Ricardo Lafuente
Ricardo Lafuente Aguado (Torrevieja, 5 de noviembre de 1930 - Torrevieja, 26 de febrero de 2008) fue un compositor y director de coro español.

## Biografía
Nace en Torrevieja (Alicante) el 5 de noviembre de 1930 y fallece el 26 de febrero de 2008 a los 77 años de edad en la misma localidad tras una enfermedad crónica denominada Alzheimer.
Tiene desde 1996 un museo dedicado a su vida y obra, en la ciudad de Torrevieja. Asimismo existe una biografía oficial, publicada en 2004, escrita por D. Andrés Moreno Ramírez y editada por el Instituto Municipal de Cultura Joaquín Chapaprieta.
El martes 26 de febrero de 2008, a las 7 de la mañana, fallecía en Torrevieja el que fuera creador de habaneras, Ricardo Lafuente Aguado, a los 77 años de edad, a consecuencia de una enfermedad degenerativa que padecía desde hacía unos años.
Durante el velatorio, en su capilla ardiente, instalada en el Palacio de la Música de Torrevieja, recibió como homenaje la visita de todas las corales de la localidad que interpretaron algunas de sus más conocidas habaneras.
En la iglesia arciprestal de la Inmaculada Concepción, se celebró la misa funeral de cuerpo presente, acompañada por las voces del orfeón que lleva su nombre ("Orfeón Municipal Maestro Ricardo Lafuente") y por el "Coro y Orquesta Salinas de Torrevieja", agrupación que el mismo maestro fundó en 1978. 
Al poco de fallecer, el músico local José Miguel Gómez Del Olmo, compuso una habanera dedicada a Ricardo, que lleva por título, Nunca Olvidarán.

## Obra
Se destacó por sus composiciones de música coral, principalmente habaneras, si bien también cuenta con obras de otros géneros como la música sacra.
- Torrevieja (no es lo mismo que el Himno de torrevieja, compuesto también por Ricardo Lafuente)

- La dulce habanera
- Habanera Salada
- Qué lindo atardecer
- El Alero
- Viacrucis en concierto
- Misa en Fa para voces mixtas
- La última golondrina (Zarzuela)
- Himno al Sagrado Corazón de Jesús de Torrevieja
- Son tus ojos
- El Zunzuncito

Cabe destacar otras habaneras:
- 25 Aniversario (En honor del 25 aniversario del certamen de habaneras)

- Adorna el camino mujer.
- Trinidad ( esta habanera fue dedicada por Ricardo a su hermana Trinidad quien muy joven murió en un accidente de coche ).

También es el compositor de una marcha reconocida en casi toda España,  Y tocada por todas las bandas de la armada española  titulada   Soy español.
- Datos: Q6108271